# 傑克·欣謝爾伍德
傑克·欣謝爾伍德（英語：Jack Hinshelwood，2005年4月11日—）是一名英格蘭的職業足球運動員，現效力英超球隊布萊頓。

## 俱樂部生涯
2023年12月6日，在主场 2-1 战胜布伦特福德的比赛中，欣謝爾伍德攻入了职业生涯的第一个进球。2024年4月9日，他与布莱顿签订了一份到2028年6月的新合同。

## 外部連結
- Soccerway資料庫：傑克·欣謝爾伍德